# Cneorane siamensis
Cneorane siamensis es un coleóptero de la familia Chrysomelidae.
Fue descrita científicamente en 1929 por Laboissiere.